# Лінкольн (Нью-Йорк)
Лінкольн (англ. Lincoln) — місто (англ. town) в США, в окрузі Медісон штату Нью-Йорк. Населення — 1802 особи (2020).

## Демографія
Згідно з переписом 2010 року, у місті мешкало 2012 осіб у 758 домогосподарствах у складі 568 родин. Було 794 помешкання
Расовий склад населення:
| - 96,6 % — білих - 1,5 % — корінних американців - 0,4 % — чорних або афроамериканців - 0,4 % — азіатів |

До двох чи більше рас належало 0,8 %. Частка іспаномовних становила 1,4 % від усіх жителів.
За віковим діапазоном населення розподілялося таким чином: 24,8 % — особи молодші 18 років, 63,7 % — особи у віці 18—64 років, 11,5 % — особи у віці 65 років та старші. Медіана віку мешканця становила 41,6 року. На 100 осіб жіночої статі у місті припадало 113,6 чоловіків;  на 100 жінок у віці від 18 років та старших — 107,1 чоловіків також старших 18 років.
Середній дохід на одне домашнє господарство  становив 77 691 долар США (медіана — 64 300), а середній дохід на одну сім'ю — 85 567 доларів (медіана — 75 089). Медіана доходів становила 52 738 доларів для чоловіків та 41 076 доларів для жінок. За межею бідності перебувало 7,6 % осіб, у тому числі 9,6 % дітей у віці до 18 років та 5,1 % осіб у віці 65 років та старших.
Цивільне працевлаштоване населення становило 865 осіб. Основні галузі зайнятості: виробництво — 20,2 %, освіта, охорона здоров'я та соціальна допомога — 19,5 %, мистецтво, розваги та відпочинок — 10,5 %, науковці, спеціалісти, менеджери — 9,0 %.